# 二塩化二酸化モリブデン
二塩化二酸化モリブデン(Molybdenum dichloride dioxide)は、化学式MoO2Cl2の無機化合物である。黄色固体で、他のモリブデン化合物の前駆体として用いられる。非分子固体だが、付加物MoO2Cl2(ether)2としてよく見られ、これは有機溶媒に溶ける。モリブデンのオキソハライドの1つである。

## 合成
酸化モリブデン(VI)を濃塩酸で処理することで最も容易に得ることができる。
MoO3  +  2 HCl  →  MoO2Cl2  +  H2O
オキシ四塩化モリブデンMoOCl4からも作ることができる。
MoOCl4  +  O(Si(CH3)3)2  →  MoO2Cl2  +  2 ClSi(CH3)3
酸化モリブデン(IV)の塩素化でも作ることができる。
MoO2  +  Cl2  →  MoO2Cl2

## 反応
MoO2Cl2(thf)2等の様々な付加物を形成する。嵩高いアニリンとは、ジイミド錯体MoCl2(NAr)2(dimethoxyethane)を形成する。この錯体は、シュロック型カルベン錯体Mo(OR)2(NAr)(CH-t-Bu)の前駆体である。